# Sistema di gestione
Un sistema di gestione indica un insieme di procedure, di sistemi informativi e di sistemi informatici dedicati al governo di un processo tipicamente operativo, produttivo o amministrativo.
Quando in un sistema di gestione vengono presi in considerazione più aspetti contemporaneamente anziché considerarli singolarmente (ad esempio nell'ambito della gestione qualità, sicurezza e ambiente o QSA), si parla di sistema di gestione integrato.

## Controllo di gestione
I sistemi di gestione sono inseriti nel contesto del controllo di gestione, e - più in generale - nella teoria dei sistemi di controllo. L'obiettivo del controllo può essere: 
- azione diretta sul processo, al fine di raggiungere una prestazione prefissata (controllo diretto);
- azione sugli input del processo, con un meccanismo di retroazione dall'uscita, al fine di raggiungere la prestazione prefissata (retroazione).

## Sistemi di gestione secondo le norme ISO
Con tale termine si intendono tutti i sistemi di gestione implementati nelle organizzazioni (imprese, società, enti o aziende pubbliche, studi professionali, associazioni, ecc.) nei diversi settori in cui operano (es. manifatturiero, commercio, agricoltura, servizi, costruzioni, istituzioni, ecc.) in riferimento ai requisiti espressi da una serie di norme internazionali ISO, tra le quali:
- ISO 9000 per i sistemi di gestione della qualità
- ISO 14000 per i sistemi di gestione ambientale
- ISO 50001 per i sistemi di gestione dell'energia
- ISO 45001 per i sistemi di gestione della sicurezza e della salute nei luoghi di lavoro
- SA 8000 impatto sull'etica e sul sociale (emessa dal SAI)
- ISO 27001 per i sistemi di gestione della sicurezza delle informazioni
- ISO 19600 per i sistemi di gestione della conformità (legislativa)

Esistono tante altre norme di sistema specie quelle settoriali (segmento di mercato) oppure di area (una certa funzione o processo).
L'adesione alle norme è volontaria, a meno che non siano citate come testi cogenti in atti legislativi specifici. Esistono, quindi, gli organismi accreditati secondo norme internazionali che rilasciano appunto la  certificazione dei sistemi di gestione a seguito di verifiche ispettive condotte, secondo precisi regolamenti concordati, presso l'organizzazione richiedente.
Le norme sui sistemi di gestione non sono da confondere con le norme sui prodotti.

## Sistemi di gestione nelle telecomunicazioni
Nell'ambito delle telecomunicazioni i sistemi di gestione sono preposti alla configurazione e al governo degli apparati di telecomunicazioni; tali operazioni di controllo nascono dalla necessità di:
- configurare i servizi richiesti dai clienti
- prevenire i malfunzionamenti della rete

I sistemi di gestione svolgono il controllo del funzionamento degli apparati, garantendo standard di qualità prefissata (Quality & Performance), rilevazione degli allarmi (Fault), configurazione degli stessi apparati per i servizi erogati (Delivery), controllo della capacità residua (Capacity Analysis). Un sistema di gestione posto al governo di tali funzioni è detto Element Manager (EM). Solitamente un EM è in grado di supervisionare solo una porzione o una tecnica di rete, mentre è spesso richiesta la supervisione di più tecnologie, interoperanti tra loro. In tal caso il sistema di gestione prende il nome di Network Manager (NM). Il ruolo del Network Manager è pertanto quello di rendere indipendente la gestione della rete rispetto alle singole tecnologie utilizzate per realizzarla.
Una trattazione più estesa di questa categoria di sistemi di gestione può essere trovata in ambito TOM (Telecommunication Operation Management) dove i sistemi di gestione sono più propriamente definiti con l'acronimo OSS (Operational Support Systems).